# Буров, Николай Евгеньевич
Николай Евгеньевич Буров  (19 декабря 1930 — 11 января 2020) — советский и российский учёный-врач в области анестезиологии, доктор медицинских наук (1976), профессор (1978). Заслуженный деятель науки Российской Федерации (2005). Лауреат Национальной премии «Призвание» (2008)

## Биография
Родился 19 декабря 1930 года в селе Шировка (ныне — Вольского района Саратовской области).
В 1954 году окончил Саратовский государственный медицинский институт. С 1954 по 1960 годы — врач-хирург Псковской областной клинической больницы. В 1957 году закончил двухмесячные курсы усовершенствования Центрального института усовершенствования врачей, на кафедре грудной хирургии и анестезиологии под руководством профессора Е. Н. Мешалкина по современному эндотрахеальному наркозу и успешно внедрил этот метод в Псковской областной клинической больнице.
В 1963 году защитил кандидатскую диссертацию по теме: «Влияние пассивной гипервентиляции на клинику наркоза» и был оставлен преподавателем на кафедре анестезиологии и реаниматологии ЦИУВ.
С 1968 по 1973 годы — заместитель декана факультета повышения квалификации профессорско-преподавательского состава ЦИУВ.
В 1974 году защитил докторскую диссертацию по теме: «Нарушения функции дыхания и кровообращения, пути их коррекции на этапах наркоза и операции у урологических больных с почечной недостаточностью». В 1976 году решением ВАК при СМ СССР ему присуждена ученая степень доктора медицинских наук, а в 1978 году присвоено ученое звание профессора по кафедре анестезиологии и реаниматологии.
С 1980 по 1995 годы — главный анестезиолог Москвы, помимо основной деятельности был председателем хирургической секции Центральной аттестационной комиссии Минздрава СССР, членом аттестационной и лицензионной комиссий Комитета здравоохранения Москвы, председателем и почётным членом Московского научного общества анестезиологов и реаниматологов.
Умер 11 января 2020 года в Москве. Урна с прахом захоронена в колумбарии на Ваганьковском кладбище.

## Награды
- Заслуженный деятель науки Российской Федерации (2005)
- Золотая медаль ИЯИ РАН (2005 — «за разработку и внедрение ксенонового наркоза в хирургическую практику»)
- Национальная премия «Призвание» (лучшим врачам России) (2008 — «за разработку и создание первой в мире технологии использования нового вида наркоза из инертного газа ксенон и создание нового направления в анестезиологии и других областях медицины по клиническому применению инертного газа ксенон»)